# 蒋澄

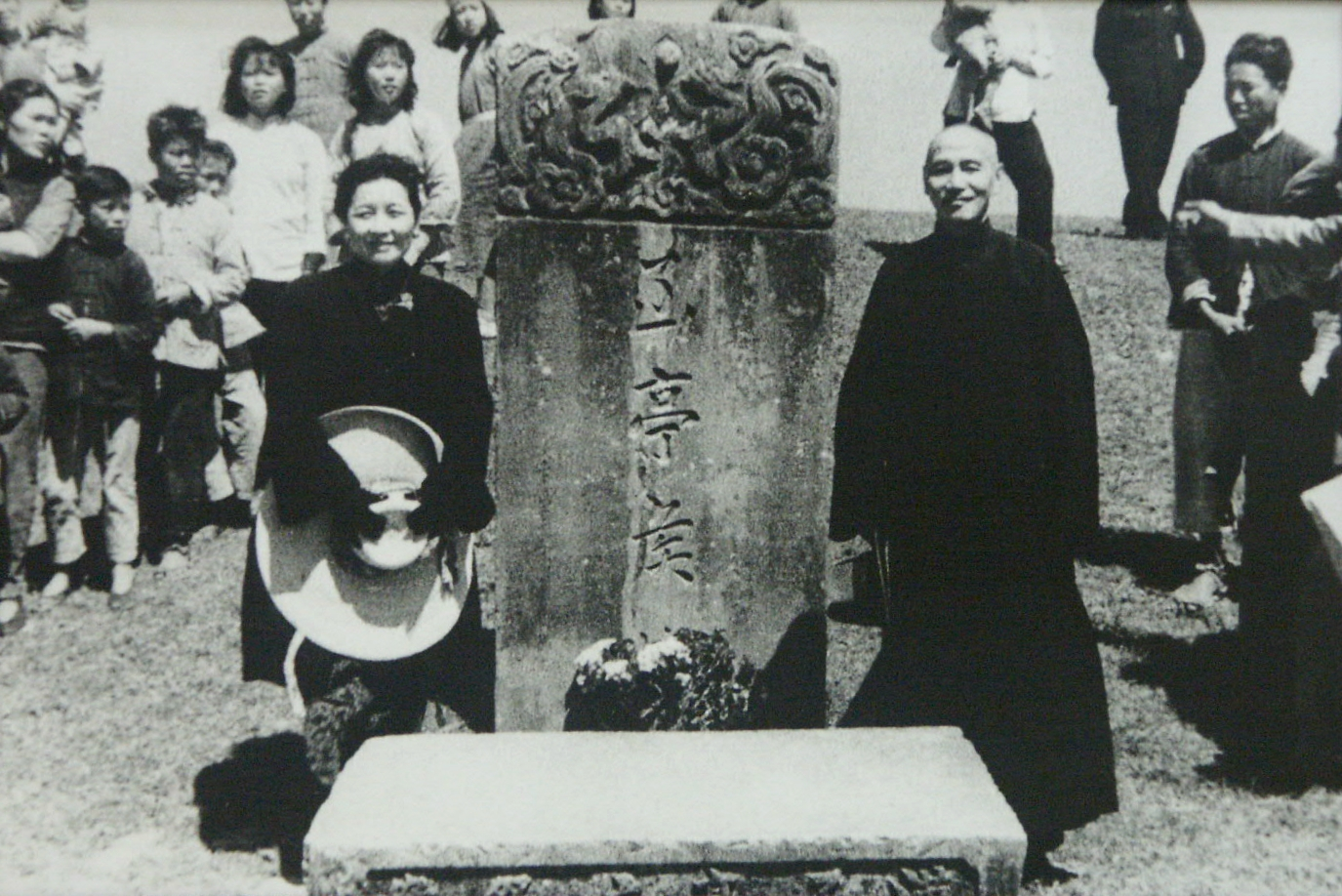
1948年5月，在宜兴认祖的蔣中正和宋美龄在𠙶亭侯碑前

蒋澄，東漢人，蔣中正认其為祖先。

## 生平
依《全唐文》所收錄的碑文，蒋澄為西漢兗州太守蔣詡曾孫，父蒋横本为大将军，后被诬陷致死，蒋澄与兄蒋默逃至宜兴避祸。后来汉光武帝为蒋横平反，蒋澄于是被就地封侯。东汉永平十八年（75年），蒋澄去世，后与妻司马氏合葬于官林镇都山荡边。

## 墓葬
蒋澄墓在1964年遭毁坏，大量墓砖被移建于附近村庄的砖窑上。2003年宜兴市人民政府将保存大量墓砖的窑墩公布为文物控制单位。现原址尚保存许多带有文字和钱纹的墓砖，以及青石墓门残件和康熙四十二年（1703年）重刻的墓碑等物件。2012年中共江苏省委统战部要求恢复蒋澄墓，11月由都山村村委牵头开始了蒋澄墓的修复工作，得到了社会各界和当地蒋姓族人的大力支持，筹资200多万元，重新恢复了蒋澄墓，修建了墓园牌坊，由蔣孝嚴题写墓园名。

## 蒋中正认祖

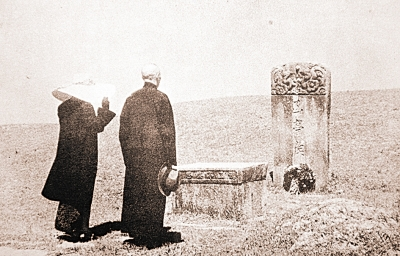
蔣中正和宋美龄在𠙶亭侯碑前献花圈

1946年，宜兴县长蒋如镜上书蒋中正，详述其作出的调查及结论，表示奉化蒋氏与宜兴蒋氏同祖同宗。蒋十分高兴，派专人到宜兴调查，并亲自研究带回的家谱，认定两地蒋氏同祖，并写下《先系考序》。1948年5月16日晨，蒋中正和夫人宋美龄、军务局长俞濟時乘车前往宜兴，于下午一点到达。下午二点，蒋中正一行到达都山，受到官林区长蒋泽云及族人蒋耀坤、蒋耀祖等迎接。夫妇二人向蒋澄墓进献花圈，并和族人们谈论族中长序和地方琐事，事毕合影一张。后来蒋耀坤等人还特地前往南京拜访蒋中正，都得到了接见，还获赠其亲笔“世德清芬”匾额。